# Полёты смерти
Полёты смерти (исп. Vuelos de la muerte; англ. Death flights) — форма внесудебной расправы над противниками военного режима в Аргентине в период «грязной войны» в 1970-х годах.

## Описание
Перед «полётом смерти» человека при помощи барбитуратов приводили в бессознательное состояние. Затем его погружали на борт самолёта или вертолёта и сбрасывали с высоты в воду — в реку Ла-Плата или в Атлантический океан. Некоторые подробности этих расправ стали известны от бывшего офицера ВМС Аргентины Адольфо Силинго, в 2005 году приговорённого в Испании к 640 годам тюремного заключения. Силинго участвовал в двух «полётах смерти», жертвами которых стали 30 человек. По его свидетельству, в 1977—1978 годах было проведено 180—200 «полётов смерти». Это получило отражение в художественном фильме «Гараж „Олимпо“». Аналогичным образом в Чили после переворота 1973 года были убиты по крайней мере 120 (число, оглашённое президентом Рикардо Лагосом в 2001 году) оппонентов диктатуры Аугусто Пиночета, в чём признавался и пилот личного вертолёта диктатора.
Подобная форма расправы ещё до этого практиковалась французскими войсками в период Алжирской войны (во время «Битвы за Алжир» в 1957 году). 
Существуют также утверждения о том, что случаи сбрасывания пленных солдат противника с вертолёта имели место в войсках США и их союзников во время Вьетнамской войны. Это получило отражение в художественном фильме «Голубой гром» и австралийском телесериале «Вьетнам, до востребования».